# Marcondes Alves de Sousa
Marcondes Alves de Sousa (Itaúna, 12 de setembro de 1868 — Belo Horizonte, 29 de abril de 1938) foi um militar e político brasileiro. Foi governador do Espírito Santo entre 23 de maio de 1912 a 23 de maio de 1916.
O Coronel Marcondes Alves de Souza foi o governador que assinou a emancipação da Vila de São João de Muquy, hoje conhecida como Muqui, no Sul do estado do Espírito Santo.